# Dommermühle
Dommermühle ist eine Ortschaft der Gemeinde Marienheide im Oberbergischen Kreis im Regierungsbezirk Köln in Nordrhein-Westfalen (Deutschland).

## Lage und Beschreibung
Der Ort liegt etwa 3,4 km vom Gemeindezentrum entfernt.

## Geschichte

### Erstnennung
Im Jahr 1482 wurde der Ort das erste Mal urkundlich erwähnt und zwar „Hans Becker to der Dumer molen gehört zu den Kurmedepflichtigen des St. Apostelstiftes in Gummersbrecht“.
Die Schreibweise der Erstnennung war Dumer molen.